# ریمون بودون
ریمون بودون (به فرانسوی: Raymond Boudon)؛ (۲۷ ژانویه ۱۹۳۴–۱۰ آوریل ۲۰۱۳) جامعه‌شناس، فیلسوف و استاد دانشگاه سوربن پاریس بود.

## شغل
ریمون بودون با آلن تورن، میشل کروزیر و پیر بوردیو یکی از برجسته‌ترین جامعه‌شناسان فرانسوی در ربع آخر سده بیستم است.
وی به سبب پژوهش‌هایی در زمینه تحرک اجتماعی و نابرابری فرصت‌ها و همچنین دفاع از فردگرایی روش‌شناختی مشهور است.
او عضو بسیاری از موسسات مهم بود: فرهنگستان علوم اخلاقی و سیاسی فرانسه، آکادمی بریتانیا، آکادمی اروپا، آکادمی علوم و هنرهای آمریکا، آکادمی بین‌المللی علوم انسانی سن‌پترزبورگ، آکادمی علوم و هنرهای اروپای مرکزی. و عضو مرکز مطالعات پیشرفته در علوم رفتاری و استاد مدعو به ویژه در دانشگاه هاروارد، دانشگاه آکسفورد، دانشگاه ژنو، دانشگاه شیکاگو و دانشگاه استکهلم.
زندگینامه او اثر ژان میشل مورین در سال ۲۰۰۶ منتشر شد.